# Академия МЧС Азербайджана
Академия МЧС Азербайджанской Республики является государственным образовательным учреждением специального назначения. Является частью структуры Министерства по Чрезвычайным Ситуациям Азербайджанской Республики.

## История
Президент Азербайджана Ильхам Алиев подписал Указ о создании Академии Министерства по Чрезвычайным Ситуациям Азербайджанской Республики 2 июня 2008 года с целью обеспечения развития специальной подготовки кадров для Министерства по Чрезвычайным Ситуациям, повышения квалификации персонала и проведение научно-исследовательских работ в области чрезвычайных ситуаций. Устав Академии Министерства по Чрезвычайным Ситуациям Азербайджанской Республики утверждён на основании Указа от 10 июля 2009 года.
Согласно Указу, Академия создается на базе Бакинского пожарно-технического училища Государственной противопожарной службы МЧС, Научно-исследовательского и проектно-конструкторского института строительных материалов имени С. Д. Адасова, Государственного научно-исследовательского института безопасности и техники, а также Учебного центра. Кабинету министров поручено решать вопросы, вытекающие из распоряжения.
Кандидаты, успешно прошедшие тестирование и соответствующие проверки, регистрируются и принимают участие в тестовых экзаменах, проводимых Государственной Комиссией по приёму студентов. Вступительные экзамены проводятся по предметам, входящим в I специальность группы.
Срок обучения в МЧС — очно 4 года, заочно 5 лет. Лица, поступившие в академию, обеспечиваются питанием, одеждой и общежитиями во время их пребывания, получают стипендию. Обучение ведется на азербайджанском языке. Академия расположена в поселке Говсан. В Академии действует пожарно-технический колледж. Срок обучения составляет 3 года. Руководителем колледжа является полковник юстиции Гасымов.
На данный момент колледж прекратил свою деятельность.
Академия была осмотрена Государственной комиссией по приему студентов в 2009 году, и первый учебный год начался 15 сентября.
Начальником Академии МЧС до 2018 года являлся генерал-майор Панах Сулейманов. Ныне начальником Академии является Баба Салаев.
Главой МЧС является генерал-полковник Кемаледдин Гейдаров.

## Факультеты
- Противопожарная инженерия
- Чрезвычайные ситуации и инженерия безопасности жизнедеятельности[4]
- Факультет переподготовки и повышения квалификации персонала
- Факультет заочного обучения

## Внешние связи
12 декабря 2016 года между Университетом гражданской защиты МЧС Беларуси и Академией МЧС Азербайджанской Республики был подписан Договор о кооперации.
Развивается сотрудничество с Академией гражданской защиты МЧС Российской Федерации.